# Behbahan
Behbahan (persiska: بهبهان) är en stad i västra Iran. Den ligger i provinsen Khuzestan och har cirka 120 000 invånare. Den är administrativt centrum för delprovinsen (shahrestan) Behbahan.